# Lijst van schepen van de Kaiserliche Marine
Deze lijst van schepen van de Kaiserliche Marine bevat alle grote schepen (kruisers en groter) die in dienst waren bij de Keizerlijke Marine (Kaiserliche Marine) van Duitsland, in de periode van 1871, het ontstaan van het (Tweede) Duitse Keizerrijk, tot het einde van de Eerste Wereldoorlog (1919).
Zie de lijst van schepen van de Kriegsmarine voor de schepen in dienst bij de opvolger van de Kaiserliche Marine, de Kriegsmarine.

## Pantserfregatten

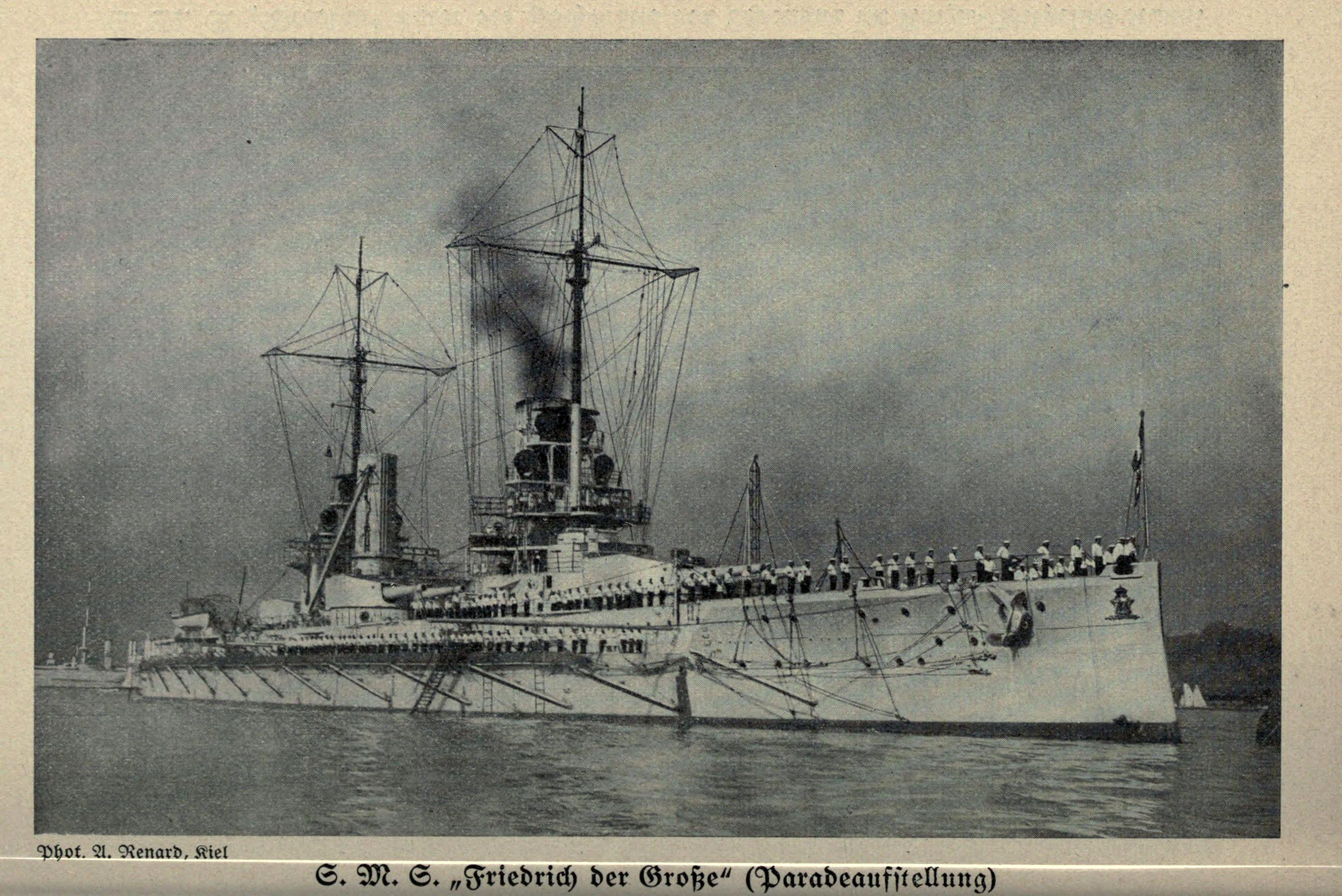
De Friedrich der Große (1911)

later geklasseerd als Pantserschepen
- Preußen-klasse (6.800 ton)
  - SMS Preußen, 1873
  - SMS Friedrich der Große, 1874
  - SMS Großer Kurfürst, 1875

## Pantserschepen

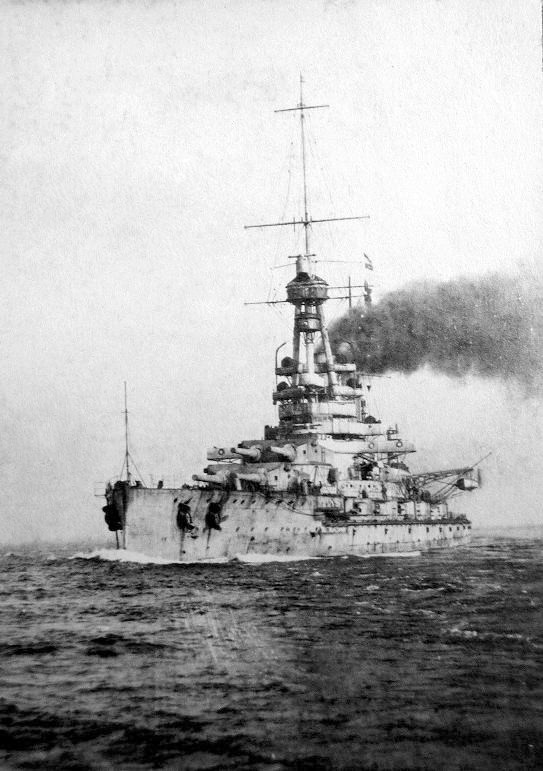
De Baden (1915)

- Sachsen-klasse (7.800 ton, 6 x 26 cm-kanonnen)
  - SMS Sachsen, 1877
  - SMS Bayern, 1878
  - SMS Württemberg, 1878
  - SMS Baden, 1880

## Kustpantserschepen
- Oldenburg-klasse (5.250 ton, 8 x 24 cm-kanonnen)
  - SMS Oldenburg, 1884
- Siegfried-klasse (3.700 ton, 3 x 24 cm-kanonnen)
  - SMS Siegfried, 1889
  - SMS Beowulf, 1890
  - SMS Frithjof, 1892
  - SMS Heimdall, 1892
  - SMS Hildebrand, 1892
  - SMS Hagen, 1893
- Odin-klasse (4.250 ton, 3 x 24 cm-kanonnen)
  - SMS Odin, 1894
  - SMS Ägir, 1895

## Slagschepen
- Pre-Dreadnoughts

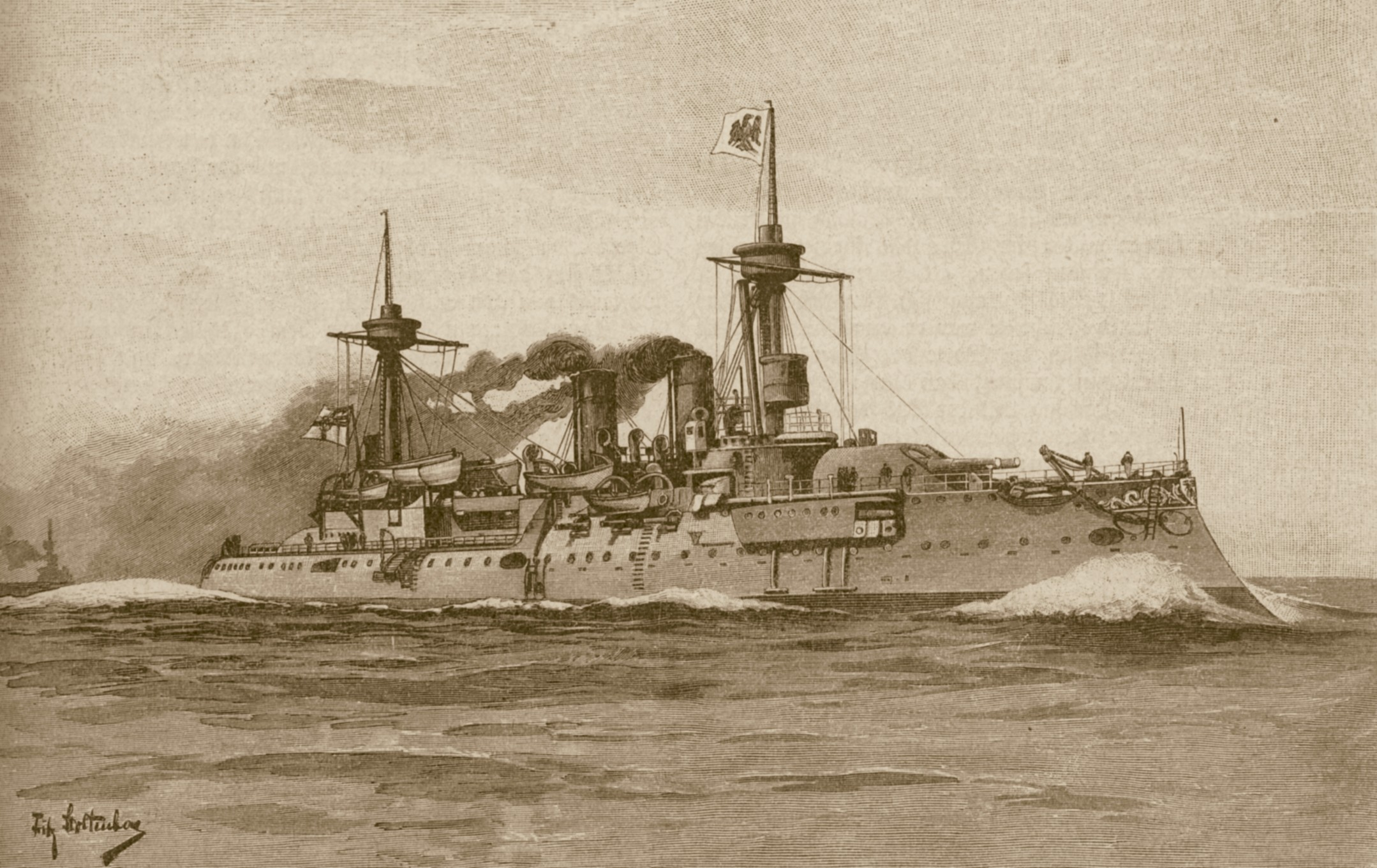
De Brandenburg (1891)

  - Brandenburg-klasse (10.500 ton, 6 x 28 cm-kanonnen)
    - SMS Kurfürst Friedrich Wilhelm, 1891
    - SMS Brandenburg, 1891
    - SMS Weißenburg, 1891
    - SMS Wörth, 1892

  - Kaiser Friedrich-klasse (11.600 ton, 4 x 24 cm-kanonnen)
    - SMS Kaiser Friedrich III., 1896
    - SMS Kaiser Wilhelm II., 1897
    - SMS Kaiser Wilhelm der Große, 1899
    - SMS Kaiser Karl der Große, 1899
    - SMS Kaiser Barbarossa, 1900

  - Wittelsbach-klasse (12.000 ton, 4 x 24 cm-kanonnen)
    - SMS Wittelsbach, 1900
    - SMS Wettin, 1900
    - SMS Zähringen, 1901
    - SMS Schwaben, 1901
    - SMS Mecklenburg, 1901

  - Braunschweig-klasse (13.000 ton, 4 x 28 cm-kanonnen)
    - SMS Braunschweig, 1901
    - SMS Elsaß, 1903
    - SMS Hessen, 1903
    - SMS Preußen, 1903
    - SMS Lothringen, 1904

  - Deutschland-klasse (13.000 ton, 4 x 28 cm-kanonnen)
    - SMS Deutschland, 1904
    - SMS Hannover, 1905
    - SMS Pommern, 1905
    - SMS Schlesien, 1906
    - SMS Schleswig-Holstein, 1906
- Dreadnoughts
  - Nassau-klasse (19.000 ton, 12 x 28 cm-kanonnen)
    - SMS Nassau, 1908
    - SMS Posen, 1908
    - SMS Rheinland, 1908
    - SMS Westfalen, 1908

  - Helgoland-klasse (23.000 ton, 12 x 30.5 cm-kanonnen)
    - SMS Helgoland, 1909
    - SMS Ostfriesland, 1909
    - SMS Thüringen, 1909
    - SMS Oldenburg, 1910

  - Kaiser-klasse (25.000 ton, 10 x 30.5 cm-kanonnen)
    - SMS Kaiser, 1911
    - SMS Kaiserin, 1911
    - SMS Prinzregent Luitpold, 1911
    - SMS Friedrich der Große, 1911
    - SMS König Albert, 1912

  - König-klasse (26.000 ton, 10 x 30.5 cm-kanonnen)
    - SMS König, 1913
    - SMS Großer Kurfürst, 1913
    - SMS Markgraf, 1913
    - SMS Kronprinz/SMS Kronprinz Wilhelm (naam vanaf 1918) , 1914

  - Bayern-klasse (29.000-32.000 ton, 8 x 38 cm-kanonnen)
    - SMS Bayern, 1915
    - SMS Baden, 1915
    - SMS Württemberg, niet voltooid
    - SMS Sachsen, niet voltooid

## Slagkruisers

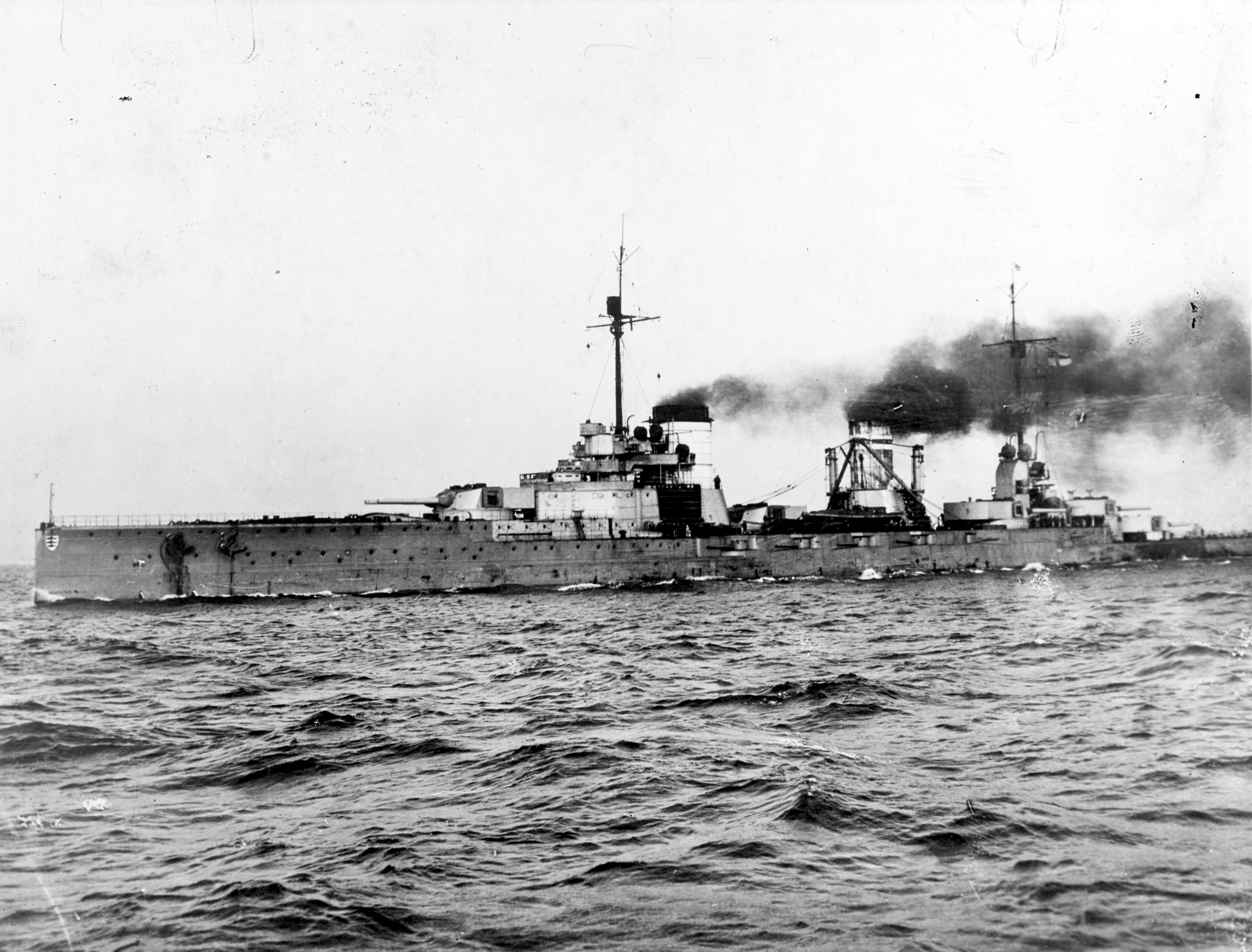
De Seydlitz

- von der Tann-klasse (19.400 ton, 8 x 28 cm-kanonnen)
  - SMS von der Tann, 1909
- Moltke-klasse (23.000 ton, 10 x 28 cm-kanonnen)
  - SMS Moltke, 1910
  - SMS Goeben, 1911
- Seydlitz-klasse (25.000 ton, 10 x 28 cm-kanonnen)
  - SMS Seydlitz, 1912
- Derfflinger-klasse (27.000 ton, 8 x 30.5 cm-kanonnen)
  - SMS Derfflinger, 1913
  - SMS Lützow, 1913
  - SMS Hindenburg, 1915

## Zware kruisers
- König Wilhelm-klasse (9.800 ton)
  - SMS König Wilhelm, 1668

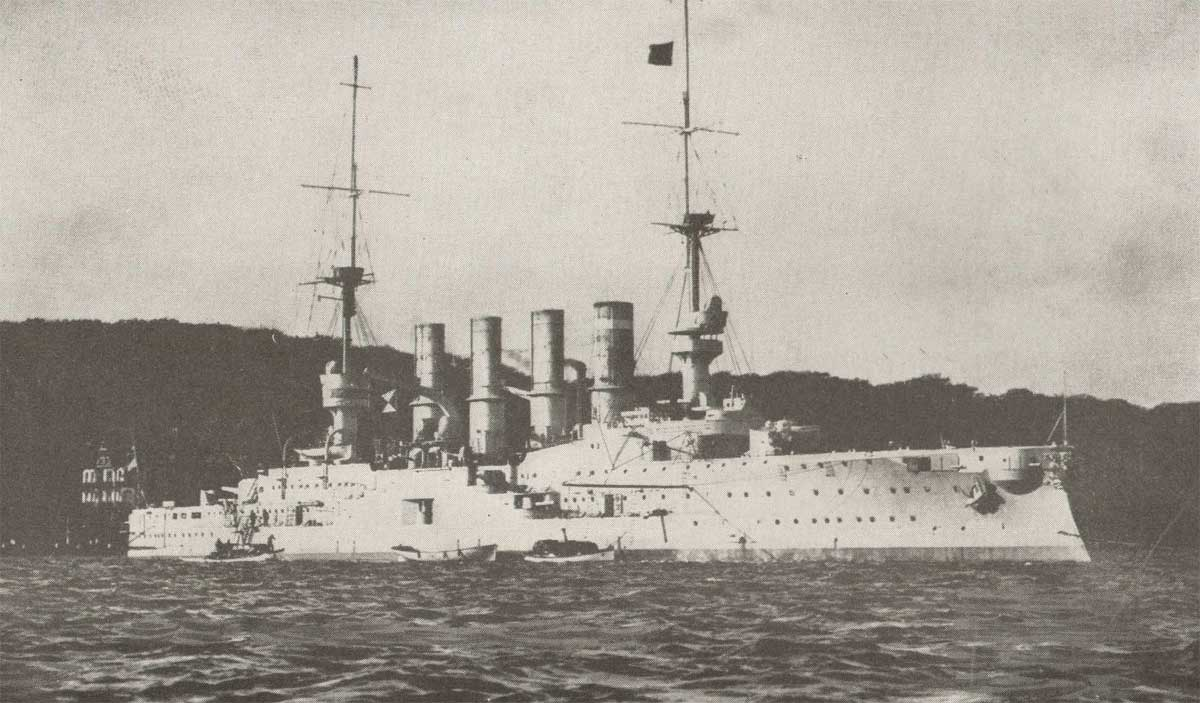
De Gneisenau

- Kaiser-klasse (7.600 ton, 8 x 26 cm-kanonnen)
  - SMS Kaiser, 1872
  - SMS Deutschland, 1872
- Kaiserin Augusta-klasse (6.000 ton, 4 x 15 cm-kanonnen)
  - SMS Kaiserin Augusta, 1892
- Victoria Louise-klasse (5.700 ton, 2 x 21 cm-kanonnen, 8 x 15 cm-kanonnen)
  - SMS Victoria Louise, 1897
  - SMS Hertha, 1897
  - SMS Freya, 1897
  - SMS Vineta, 1897
  - SMS Hansa, 1898
- Fürst Bismarck-klasse (10.700 ton, 4 x 24 cm-kanonnen, 12 x 15 cm-kanonnen)
  - SMS Fürst Bismarck, 1897
- Prinz Heinrich-klasse (9.000 ton, 2 x 24 cm-kanonnen)
  - SMS Prinz Heinrich, 1900
  - SMS Prinz Adalbert, 1901
  - SMS Friedrich Carl, 1901
- Roon-klasse (10.000 ton, 4 x 24 cm-kanonnen)
  - SMS Roon, 1903
  - SMS Yorck, 1904
- Scharnhorst-klasse (11.600 ton, 8 x 21 cm-kanonnen)
  - SMS Scharnhorst, 1906
  - SMS Gneisenau, 1906
- Blücher-klasse (15.800 ton, 12 x 21 cm-kanonnen)
  - SMS Blücher, 1908

## Lichte kruisers

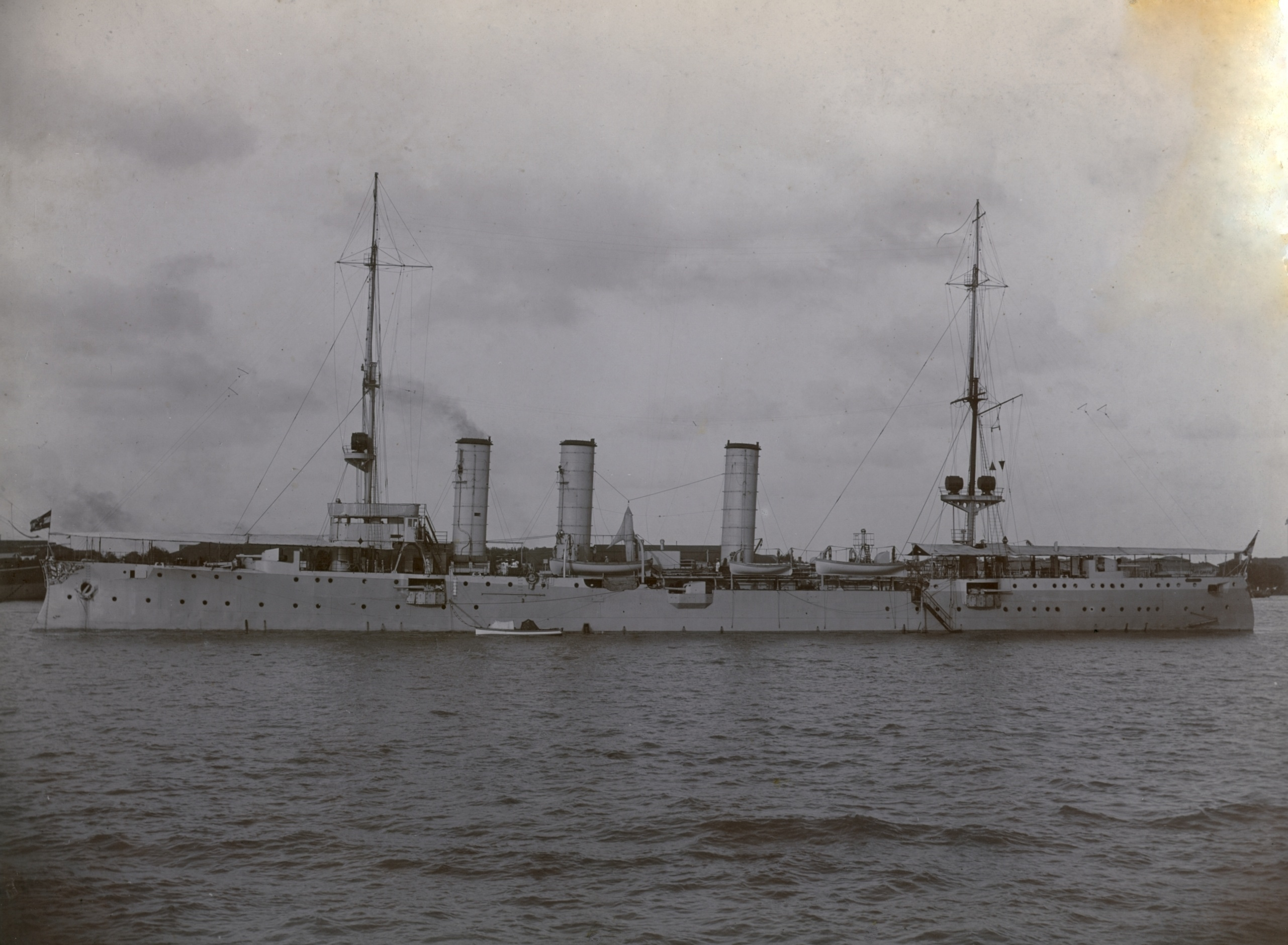
De Nürnberg

- Bussard-klasse (1.650 ton, 10 x 10.5 cm-kanonnen)
  - SMS Bussard, 1890
  - SMS Seeadler, 1892
- Gefion-klasse (3.700 ton, 10 x 10.5 cm-kanonnen)
  - SMS Gefion, 1893
- Hela-klasse (2.000 ton, 4 x 8.8 cm-kanonnen)
  - SMS Hela, 1895
- Gazelle-klasse (2.700 ton, 10 x 10.5 cm-kanonnen)
  - SMS Gazelle, 1898
  - SMS Niobe
  - SMS Nymphe
  - SMS Thetis
  - SMS Ariadne
  - SMS Amazone
  - SMS Medusa
  - SMS Frauenlob
  - SMS Arcona
  - SMS Undine, 1902
- Bremen-klasse (3.300 ton, 10 x 10.5 cm-kanonnen)
  - SMS Bremen, 1903
  - SMS Hamburg, 1903
  - SMS Lübeck, 1904
  - SMS München, 1904
  - SMS Leipzig, 1905
  - SMS Danzig, 1906
  - SMS Berlin
- Stettin-klasse
  - SMS Königsberg, 1905
  - SMS Stettin, 1907
  - SMS Stuttgart, 1906
  - SMS Nürnberg, 1906
- Dresden-klasse (3.700 ton)
  - SMS Dresden, 1907
  - SMS Emden, 1908
- Kolberg-klasse (4.400 ton)
  - SMS Kolberg, 1908
  - SMS Mainz, 1909
  - SMS Cöln, 1909
  - SMS Augsburg, 1909
- Magdeburg-klasse
  - SMS Magdeburg, 1911
  - SMS Breslau, 1911
  - SMS Straßburg, 1911
  - SMS Stralsund, 1911
- Karlsruhe-klasse
  - SMS Karlsruhe, 1912
  - SMS Rostock, 1912
- Graudenz-klasse
  - SMS Graudenz, 1913
  - SMS Regensburg, 1914
- Pillau-klasse
  - SMS Pillau, 1914
  - SMS Elbing, 1914
- Wiesbaden-klasse
  - SMS Wiesbaden, 1915
  - SMS Frankfurt, 1915
- Königsberg-klasse
  - SMS Königsberg II, 1915
  - SMS Karlsruhe, 1915
  - SMS Emden II, 1916
  - SMS Nürnberg, 1916
- Cöln-klasse (5.600 ton)
  - SMS Cöln II, 1916
  - SMS Dresden II, 1917

## Mijnenlegkruisers
- Nautilus-klasse (2.000 ton, 8 x 8.8 cm-kanonnen)
  - SMS Nautilus, 1907
  - SMS Albatross, 1907
- Brummer-klasse (4.400 ton)
  - SMS Brummer, 1915
  - SMS Bremse, 1915